# 모아파밸리
모아파밸리(Moapa Valley)는 미국 네바다주 클라크군(Clark County)에 있는 미편입의 마을이다. 오버톤(Overton), 로건대일(Logandale), 글렌데일(Glendale), 벙커빌(Bunkerville)과 같은 여러 시골 마을로 이루어져 있다. 모아파 밸리는 64km에 걸쳐 이으며 라스베이거스(Las Vegas)에서 북동쪽으로 103km, 유타주 세인트조지(St. George, Utah)에서 남서쪽으로 126km 떨어져 있다. 총 11,306명의 인구가 있다.
지금의 모아파 밸리에 해당하는 지역은 원래 나바호족, 윷족, 조상 푸에블로족 등 아메리카 원주민 집단이 다수 거주했다. 19세기 중반부터 오리건 가도을 따라 여행하거나 북부의 종교적 박해를 피해달아난 백인들이 계곡에 정착하기 시작했다. 백인 정착민들은 그들이 도착한 지 20년 만에 거의 모든 원주민들을 이주시켰다. 조셉 스미스의 추종자들 중 많은 수가 있었던 정착민들은 후기 성도 운동를 그 지역의 지배적인 종교로 확립했다. 1875년 원주민들은 아메리카 원주민 보호구역인 파이우트 인디언의 모아파 밴드를 설립했다.

## 축제 행사
모아파밸리는 매년 열리는 클락 카운티 페어 & 로데오와 석류 축제와 같은 많은 행사들을 개최한다.

## 교육
모아파밸리에는 퍼킨스초등학교(Perkins Elementary School), 그랜트볼러초등학교(Grant Bowler Elementary School), 맥라이언중학교(Mack Lyon Middle School), 모아파밸리고등학교(Moapa Valley High School) 등 4개의 학교가 있다.